# Joventuts Socialistes d'Alliberament Nacional
Les Joventuts Socialistes d'Alliberament Nacional (JSAN) foren una organització política juvenil independentista i socialista fundada el 1976 com a secció de joves del Partit Socialista d'Alliberament Nacional (PSAN).

## Història
El 1974 el PSAN patí una escissió i es formà el PSAN-Provisional al qual acompanyaren la majoria dels membres de les joventuts del partit, anomenades Joventuts Revolucionàries Catalanes. És aleshores que el PSAN, en quedar-se orfe d'organització juvenil, va haver de promoure una altra organització. Després d'un any i mig de debat intern i de lluita en diversos fronts, cap a la tardor de 1976 es feia a Montserrat el 1r congrés de les Joventuts Socialistes d'Alliberament Nacional (JSAN), amb l'assistència de 73 representants de les diverses bases d'arreu dels Països Catalans.
En la seva declaració de principis es remarcava l'impuls d'un ampli Moviment Revolucionari de Joves Catalans que dins el moviment de la classe obrera i altres classes populars catalanes avanci en la lluita cap a la construcció de l'Estat Socialista dels Països Catalans.
Les JSAN van participar en l'Assemblea de Catalunya en la Taula de Forces polítiques Juvenils de Catalunya, en la Plataforma d'organitzacions polítiques juvenils de la ciutat de València i en el Congrés de la Joventut de Catalunya. Les JSAN editava l'Estel Roig, com a revista de debat i informació.
Cap a la 1980, la crisi interna que es generar al si del PSAN, que va donar lloc a la tercera escissió de la formació, va fer que la majoria de la militància de les JSAN ingressaren a Nacionalistes d'Esquerra. El sector partidari de no entrar en Nacionalistes d'Esquerra promourà el Front de Joves del PSAN renunciant a la continuïtat de l'organització juvenil i d'aquesta manera es va autodissoldre organització.